# Vřesina (Ostrava városi járás)
Vřesina település Csehországban, Ostrava városi járásban. Vřesina Čavisov, Klimkovice és Ostrava településekkel határos. Lakosainak száma 2831 fő (2024. január 1.).

## Népesség
A település lakosságának változását az alábbi diagram mutatja:
| Lakosok száma | 545  | 636  | 826  | 1276 | 2219 | 2337 | 2903 | 2951 | 2854 | 2831 |
|               | 1869 | 1890 | 1921 | 1950 | 1980 | 2001 | 2017 | 2019 | 2022 | 2024 |